# Benjamin Cheatham
Benjamin Franklin Cheatham (Nashville, 20 oktober 1820 - 4 september 1886) was een generaal-majoor in het Confederate States Army tijdens de Amerikaanse Burgeroorlog.

## Vroege jaren
Cheatham werd geboren op 20 oktober 1820 op een plantage in Nashville (Tennessee) als telg van een vooraanstaande familie van politici en militairen. Zijn moeder was een afstammeling van generaal James Robertson, de stichter van Nashville. De Cheathams woonden al twee generaties lang op de plantage en telden advocaten, dokters en burgemeesters in de familie.

## De Mexicaans-Amerikaanse Oorlog
Toen de Mexicaans-Amerikaanse Oorlog uitbrak werd Cheatham kapitein in het 1st Tennessee Infantry Regiment. Tegen het einde van de oorlog was hij bevorderd tot kolonel van het 3rd Tennessee Infantry Regiment. In 1849 trok hij naar Californië toen er goud gevonden werd. Hij keerde terug naar Tennessee in 1853. Hij bestierde zijn plantage en diende als brigadegeneraal in de militie van Tennessee.

## De Amerikaanse Burgeroorlog
Na de secessie van Tennessee in 1861 werd Cheatham brigadegeneraal in the Army of Tennessee op 9 mei 1861.
Cheatham kreeg het commando over een brigade in de Western District of Departement Number Two die onder leiding stond van generaal-majoor Leonidas Polk. Zijn eerste gevechtservaring van deze oorlog vond plaats op 7 november in Belmont toen hij drie regimenten aanvoerde in de divisie van brigadegeneraal Gideon J. Pillow tegen de Noordelijke brigadegeneraal Ulysses S. Grant. In december kregen hij en zijn divisie een eervolle vermelding in het Zuidelijke congres voor hun moed en standvastigheid tijdens de veldslag.
Op 10 maart 1862 werd hij bevorderd tot generaal-majoor. Cheatham werd bevelhebber van 2nd division, First Corps in het Army of Mississippi. Tijdens de Slag bij Shiloh raakte hij gewond. Generaal Braxton Bragg werd na Shiloh de bevelhebber van het leger die al snel de nieuwe naam Army of Tennessee kreeg. Hij diende onder Bragg tijdens de veldslagen van Perryville en Stones River. 
Cheatham diende eveneens tijdens de Slag bij Chickamauga waar de Zuidelijken een grote overwinning behaalden. Tijdens de daaropvolgende Chattanoogaveldtocht werd Braggs leger verslaan door Grant. Cheathams eenheden vormde de achterhoede terwijl het Zuidelijke leger het slagveld verliet.
In 1864 diende hij onder generaal Joseph E. Johnston tijdens de Atlantaveldtocht en later onder luitenant-generaal John Bell Hood. Hij kon de Noordelijken zware verliezen toebrengen tijdens de Slag bij Kennesaw Mountain. Cheatham raakte opnieuw gewond tijdens de Slag bij Ezra Church. Op 18 juli nam hij het bevel van Hoods korps over toen die bevorderd werd tot legercommandant.
Cheatham zou de meeste bekendheid krijgen tijdens de Franklin-Nashvilleveldtocht. Hij vocht mee in alle grote veldslagen van die veldtocht. Tijdens de Slag bij Spring Hill kon de Noordelijke generaal-majoor John M. Schofield langs zijn korps glippen. Hierdoor viel het strijdplan van Hood in het water en zouden de Zuidelijken een smadelijke nederlaag ondergaan tijdens Tweede Slag bij Franklin. Hood beschuldigde Cheatham van insubordinatie. Dit was de aanleiding tot een vete die de rest van hun leven zou duren. Na de ineenstorting van Hoods leger bij Nashville, sloot Cheatham zich aan bij de restanten van Johnston leger die ingezet werd in  North en South Carolina. Hij gaf zich over aan Sherman in april 1865.

## Latere jaren

### Huwelijk
Kort na de oorlog huwde Cheatham met Anna Bell Robertson uit North Carolina. Ze kregen samen vijf kinderen: Benjamin Franklin Jr., Patton Robertson, Joseph Johnston, Medora Cheatham Hodgson en Alice.
Hun zoon Benjamin Franklin Cheatham, Jr. (1867–1944) werd een generaal-majoor in het U.S. Army en diende tijdens de Spaans-Amerikaanse Oorlog en de Eerste Wereldoorlog. Hij diende ook als kwartiermeester-generaal tussen 1926 en 1930. Hij was verantwoordelijk voor de heraanleg van Arlington National Cemetery, waaronder het monument voor Robert E. Lee en het graf van de onbekende soldaat.

### Loopbaan
Na de oorlog weigerde Cheatham een aanstelling als federaal ambtenaar tijdens het presidentschap van Ulysses S. Grant. Hij probeerde ook een politieke loopbaan maar raakte niet verkozen tijdens de verkiezingen voor het parlement in Tennessee in 1872.  Hij was vier jaar lang het hoofd van staatsgevangenis van Tennessee. In 1885-86 werd hij postmeester van Nashville. Hij stierf op 4 september 1886 in Nashville. Zijn stoffelijk overschot werd bijgezet in Mount Olivet Cemetery in Nashville.

## Militaire loopbaan
- Captain: 1846[7]
- Colonel: 1847[7]
- Brigadier General: 9 juli 1861[7][8][9]
- Major General: 10 maart 1862[7][9]